# Gare de Nort-sur-Erdre
La gare de Nort-sur-Erdre est une gare ferroviaire française de la ligne de Nantes-Orléans à Châteaubriant, située sur le territoire de la commune de Nort-sur-Erdre, dans le département de la Loire-Atlantique en région Pays de la Loire.
Mise en service en 1877 par la Compagnie du chemin de fer de Paris à Orléans (PO), elle est fermée en 1980 par la Société nationale des chemins de fer français (SNCF) et rouverte en 2014, du fait de la refonte et de la modernisation de la ligne rouverte pour un service voyageurs par tram-train du réseau TER Pays de la Loire.

## Situation ferroviaire

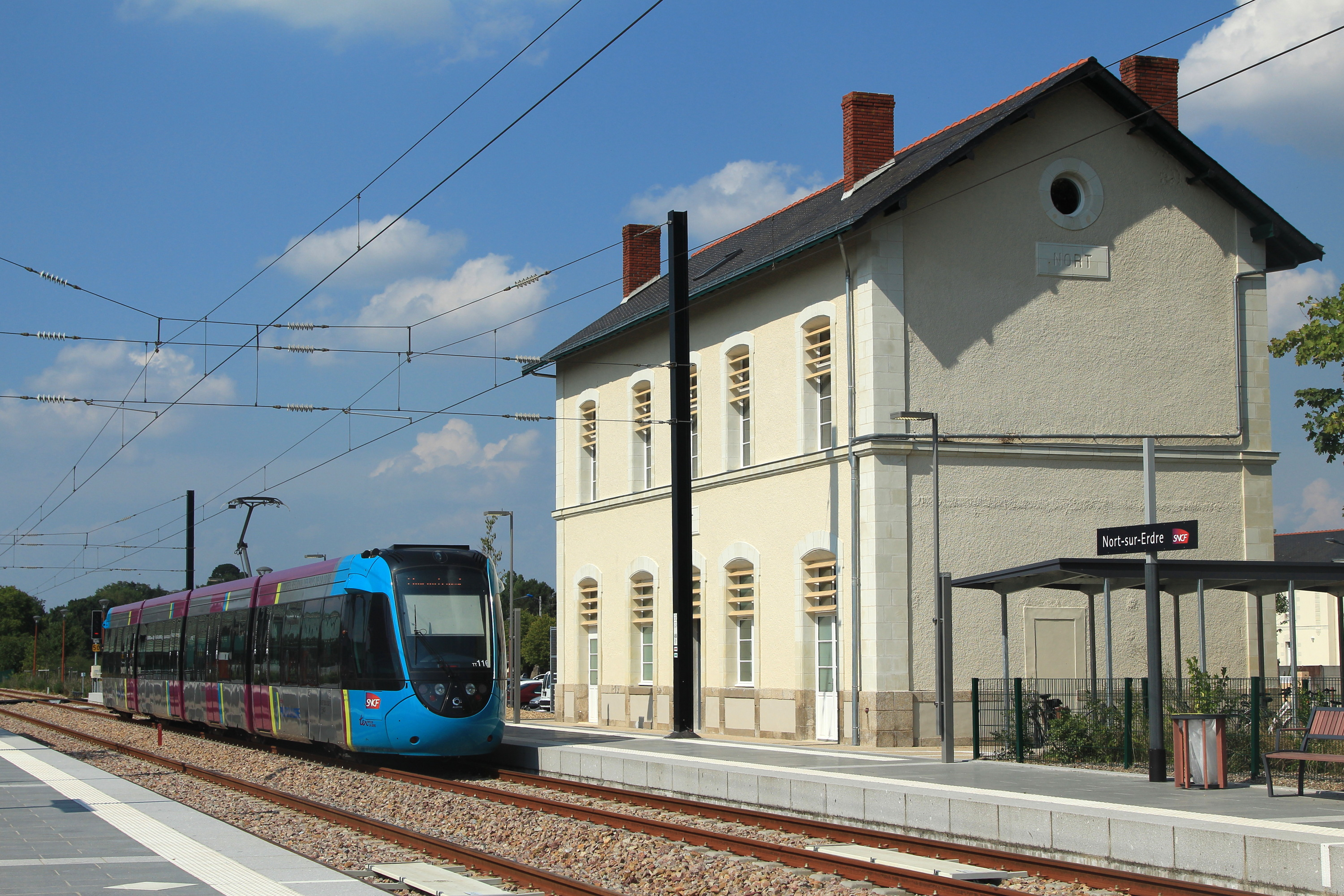
Voies et quais.

Établie à 16 mètres d'altitude, la gare de Nort-sur-Erdre est située au point kilométrique (PK) 456,496 de la ligne de Nantes-Orléans à Châteaubriant, entre les gares ouvertes de Sucé-sur-Erdre et d'Abbaretz. Elle est séparée de ces deux gares respectivement par les gares aujourd'hui fermées de Casson et de Saffré - Joué.
Gare d'évitement, elle possède une deuxième voie pour le croisement des trains.

## Histoire
La création d'une station à Nort-sur-Erdre est officiellement décidée, le 11 juillet 1874, par le ministre des Travaux publics lorsqu'il approuve le projet d'implantations de cinq stations sur le tracé de la ligne de Nantes à Châteaubriant.

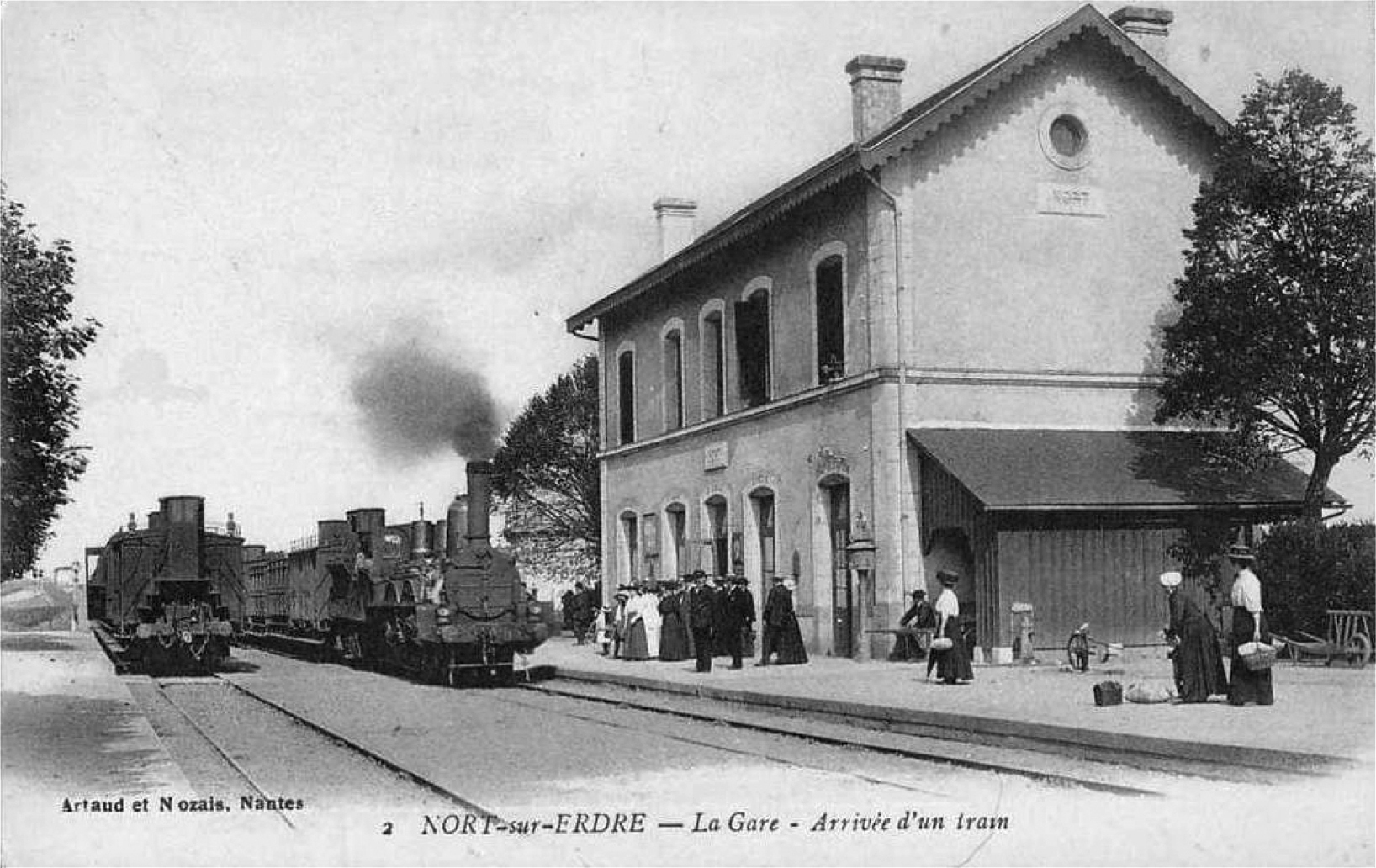
La gare vers 1900.

Construite par la Compagnie du chemin de fer de Paris à Orléans, la gare est mise en service le 23 décembre 1877 lors de l'inauguration de la ligne de Nantes à Châteaubriant.
La gare est fermée le 31 mai 1980, en même temps que la relation commerciale Nantes - Châteaubriant, après le passage du dernier train, assuré par un autorail de type X 2400. Elle est rouverte le 28 février 2014, là aussi en même temps que la ligne Nantes - Châteaubriant.
Le bâtiment voyageurs a été entièrement rénové et accueille un guichet et le poste de contrôle de l'exploitation de la ligne.
Deux mois après sa réouverture, la gare de Nort-sur-Erdre est la deuxième gare la plus fréquentée de la ligne après celle de Nantes et avant celle de Châteaubriant.
Le guichet, ouvert lors de la réhabilitation de la ligne en 2014, ferme définitivement le 29 novembre 2019.

## Service des voyageurs

### Accueil
Gare SNCF, elle dispose d'un bâtiment voyageurs ainsi que d'un distributeur automatique de billets régionaux.

### Desserte
Nort-sur-Erdre est desservie par des trains régionaux TER Pays de la Loire à destination et en provenance de Nantes. Certains trains sont prolongés ou amorcés en gare de Châteaubriant. Le trajet est effectué en moins de 40 minutes vers Nantes et en 30 minutes environ vers Châteaubriant.

### Intermodalité
Dans le cadre de la réouverture de la ligne, deux passages souterrains permettant de traverser les voies ont été réalisés (un pour les piétons, et un pour les automobiles). Deux parkings de 160 et 65 places ont également été créés de part et d'autre de l'emprise ferroviaires, tandis qu'un parvis a également été aménagé ainsi qu'un parc à vélos de 44 places.
La ligne 349 du réseau d'autocars régional Aléop, reliant la gare à Trans-sur-Erdre, offre une correspondance pour certaines relations ferroviaires en provenance ou à destination de Nantes,.

Installations
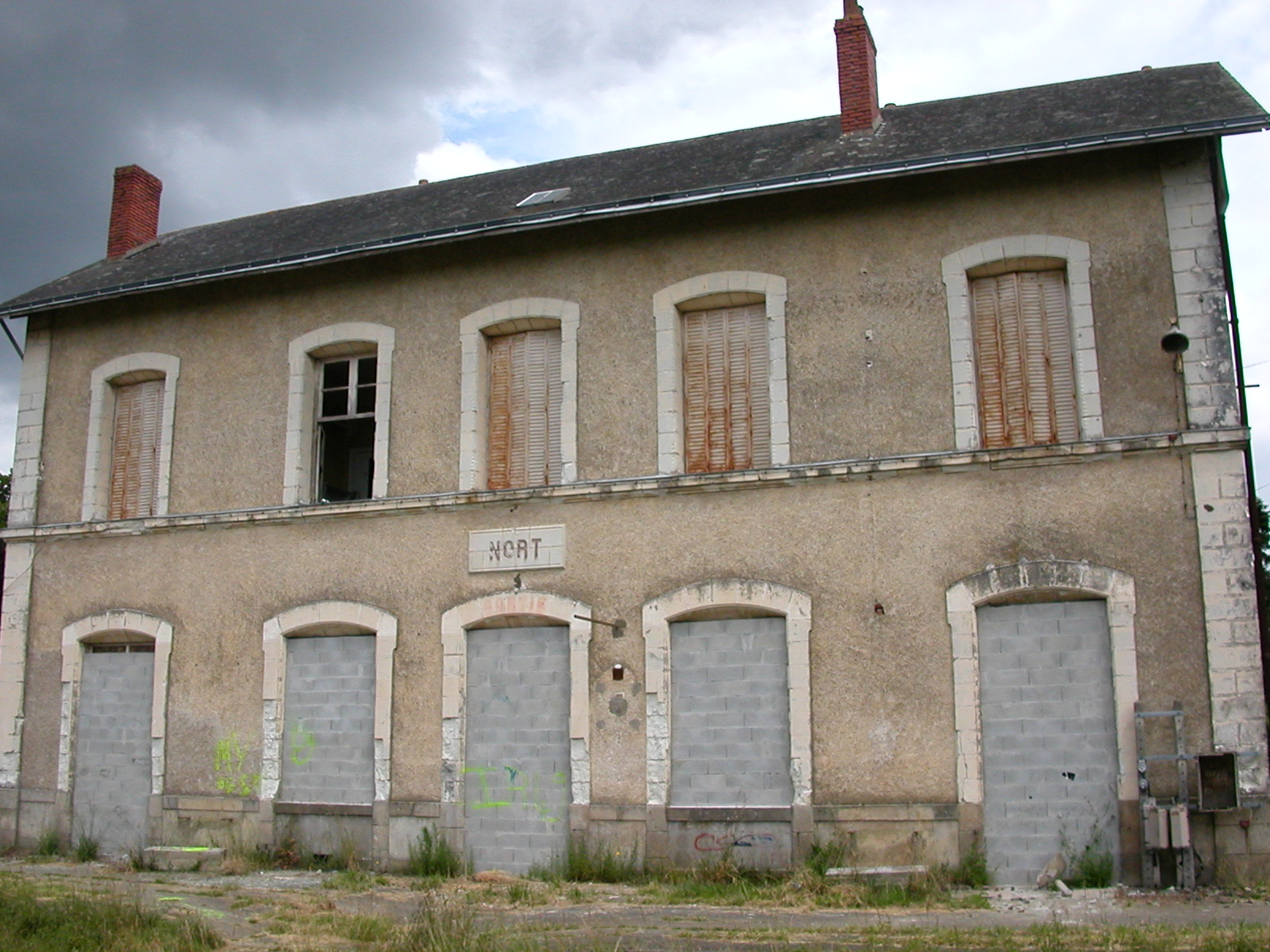
Bâtiment voyageurs avant rénovation.
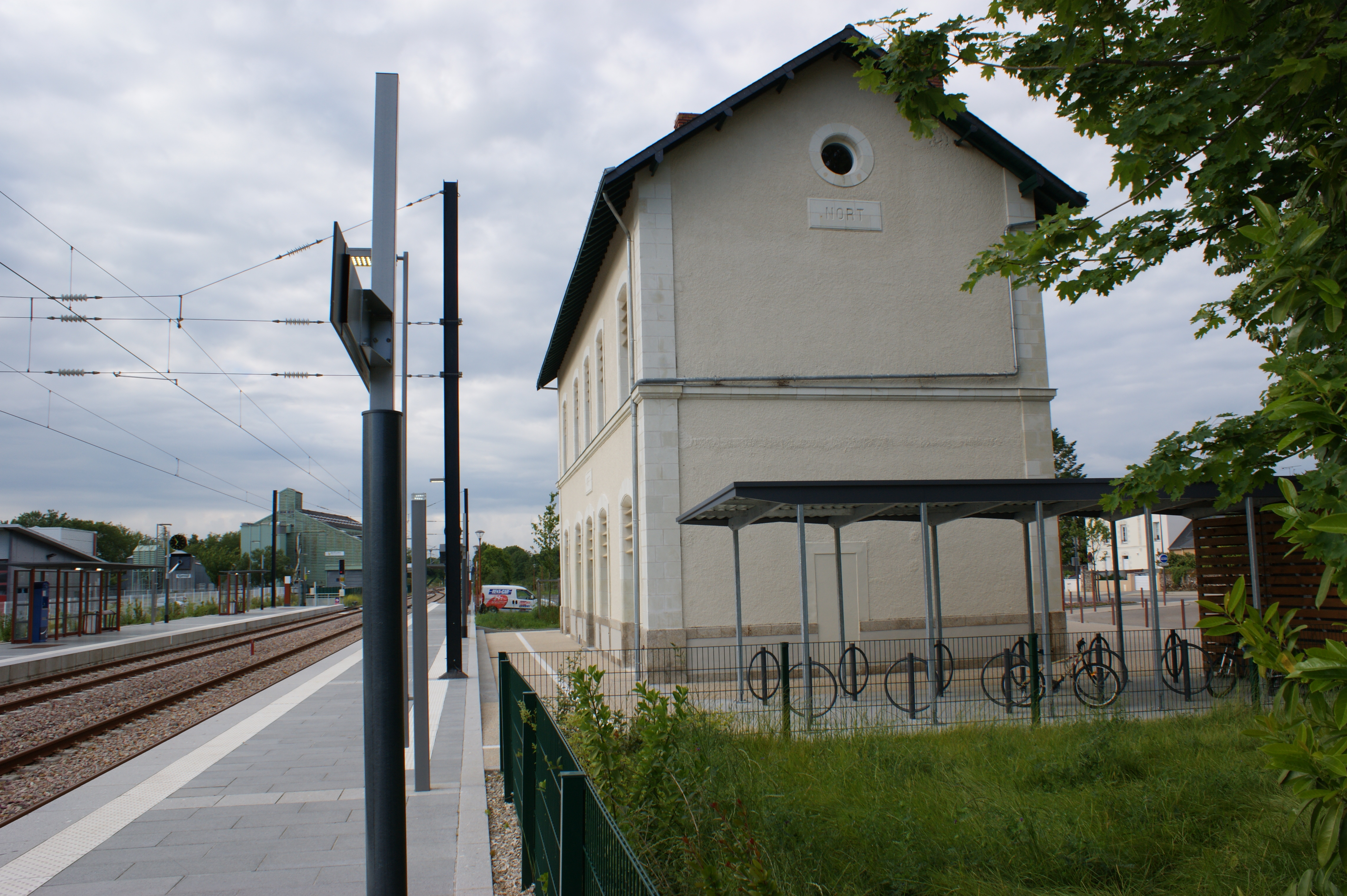
BV et abri pour les vélos.
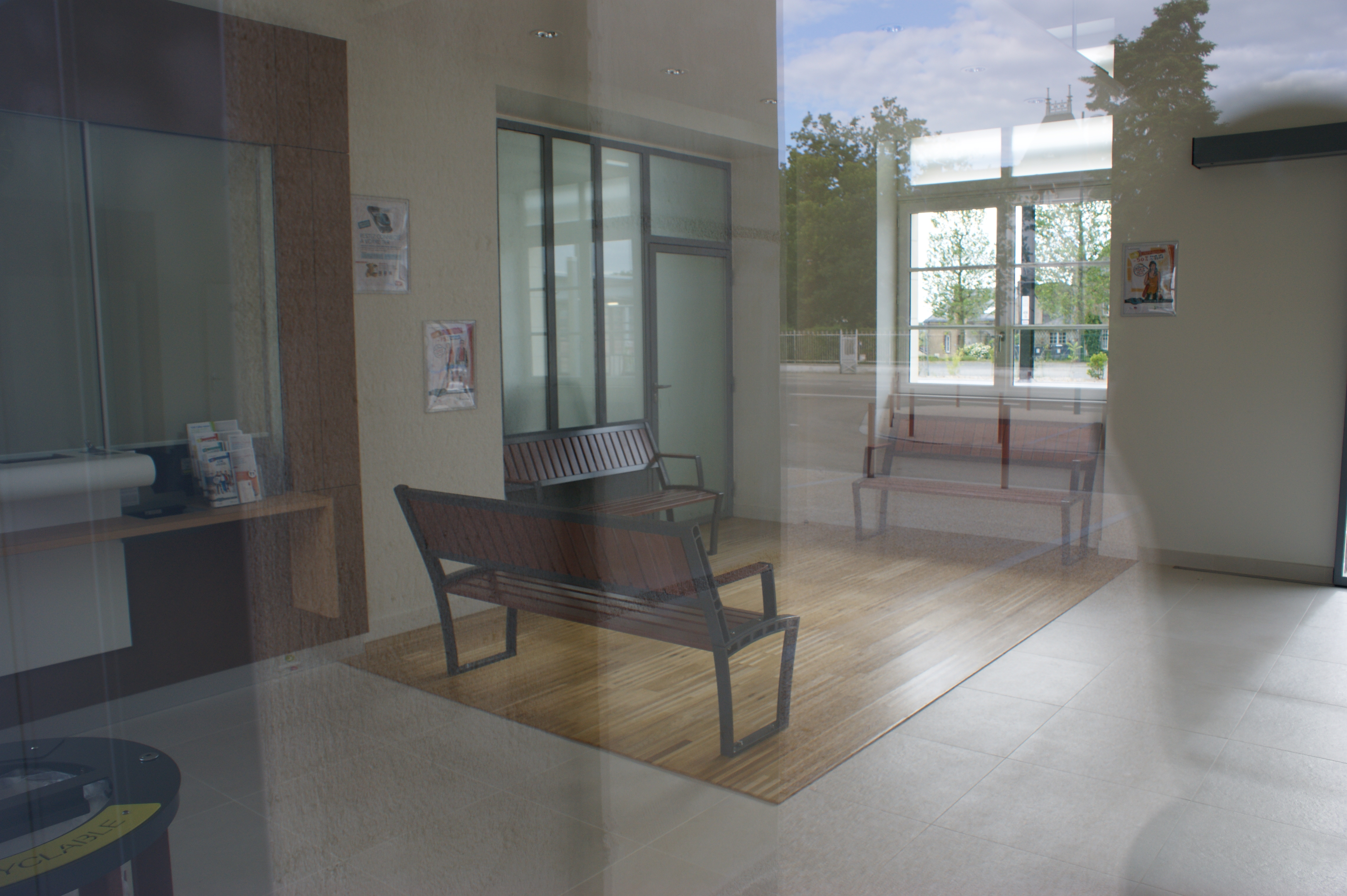
Salle d'attente et guichet.